# 銀通

2011年12月前的銀通標誌

銀通（英語：Joint Electronic Teller Services Limited，簡稱），全名為銀聯通寶有限公司，是香港和澳門最大的銀行櫃員機網絡系統，現時約有3,000部櫃員機支援銀通，它們彼此互通，銀行客戶可在別家銀行的銀通櫃員機提款，並在同一城市內均可免收手續費，以免卻只限在自家銀行櫃員機提款的不便。不過，大部分銀行對客戶於本行以外之銀通櫃員機每次提款設有下限，比如中銀香港要求客戶在本行以外之銀通櫃員機提款每次最少提取300港元，否則會於輸入銀碼後取消交易。而於本行的櫃員機雖然沒有下限，但大部分在香港的自動櫃員機所提供的最少值面鈔均是100港元。
銀通成立於1982年，由香港5間始創銀行所組成，計有中國銀行香港分行（現為中銀香港）、東亞銀行、浙江第一銀行（已併入華僑銀行（香港）之內）、上海商業銀行及永隆銀行（招商永隆銀行前身 ）。除香港上海滙豐銀行和恆生銀行自設易通財（ETC）提款網絡、AEON、澳門滙業銀行和少數在港澳規模較小的外資銀行（如BDO Unibank香港分行）自設網絡外，全香港和澳門絕大部份的櫃員機均支援銀通服務。
銀通曾與中國大陸的銀聯網絡互通，當時銀通提款卡用戶能夠從國內各大城市的銀聯櫃員機提取人民幣現金，亦能從香港的銀通櫃員機每日提取不多於5,000港元現金。但从2006年1月1日起，香港银通卡已不能在大陆的银联提款机上使用，若要在中国大陆的柜员机上使用香港银行卡，需要使用香港银行发行的银联卡，部分中资银行的香港分支机构（比如建设银行、招商银行）亦有发行银通／银联通用的“两地卡”。
銀聯通寶有限公司辦事處位於觀塘宏基資本大廈5樓3至8號室。

## 會員銀行

### 香港
- 中國銀行(香港)有限公司
- 交通銀行(香港)有限公司
- 交通銀行股份有限公司
- 東莞銀行(國際)有限公司
- 中信銀行(國際)有限公司
- 中國建設銀行(亞洲)股份有限公司
- 招商銀行股份有限公司香港分行
- 集友銀行有限公司
- 創興銀行有限公司
- 花旗銀行(香港)有限公司
- 招商永隆銀行有限公司
- 大新銀行有限公司
- 星展銀行(香港)有限公司
- 富邦銀行(香港)有限公司
- 中國工商銀行(亞洲)有限公司
- Mox Bank Limited
- 南洋商業銀行有限公司
- 華僑銀行(香港)有限公司
- 大眾銀行(香港)有限公司
- 上海商業銀行有限公司
- 渣打銀行(香港)有限公司
- 東亞銀行有限公司
- 滙立銀行有限公司

### 澳門
- 澳門商業銀行股份有限公司
- 大西洋銀行股份有限公司
- 立橋銀行股份有限公司
- 中國銀行(澳門)股份有限公司
- 中國銀行股份有限公司澳門分行
- 中國建設銀行股份有限公司澳門分行
- 中國工商銀行(澳門)股份有限公司
- 澳門國際銀行股份有限公司
- 華僑銀行(澳門)股份有限公司
- 大豐銀行股份有限公司
- 東亞銀行有限公司澳門分行

## 外部連結
- 官方网站
- 銀通的Facebook專頁
- YouTube上的銀通頻道